# NGC 1120
NGC 1120 = IC 261 ist eine elliptische Galaxie vom Hubble-Typ E/S0 im Sternbild Eridanus am Südsternhimmel. Sie ist schätzungsweise 379 Millionen Lichtjahre von der Milchstraße entfernt und hat einen Durchmesser von etwa 145.000 Lj.

Im selben Himmelsareal befinden sich u. a. die Galaxien NGC 1089, NGC 1103, NGC 1139, IC 1853.
Entdeckt wurde das Objekt am 1. Januar 1886 vom US-amerikanischen Astronomen Francis Leavenworth.